# Pojištění odpovědnosti za škodu
Pojištění odpovědnosti za škodu je typ pojištění vztahujícího se na škodu, kterou pojištěný způsobil přímo nebo nepřímo na zdraví jiné osoby (úraz, způsobení nemoci), poškozením nebo zničením věci, případně i za jinou škodu, za kterou pojištěný podle určitého právního předpisu (zákona) odpovídá. Odpovědnost za škodu je obecně dána občanským zákoníkem (část 6., hlava II), v pracovně-právních vztazích pak zákoníkem práce (část 2., hlava XIII).
Pojištění odpovědnosti mohou být dobrovolná nebo u některých povolání nebo činností povinná (např. povinnost provozovatele motorového vozidla uzavřít pojištění za škodu způsobenou tímto vozidlem – povinné ručení).
Škoda se hradí v té výši, v jaké za ní pojištěný podle právních předpisů odpovídá. Náhradu škody neplatí pojistitel (pojišťovna) pojištěnému, ale poškozenému.